# Алан Дзагојев
Алан Елзибарович Дзагојев (рус. Алан Елизбарович Дзагоев, осет. Дзæгъойты Елизбары фырт Алан; Беслан, 17. јун 1990) је руски фудбалски репрезентативац, који тренутно наступа за ЦСКА Москву. Пре је наступао за Крила Совјетов-СОК. Дзагојев је један од најбољих стрелаца на Европском првенству 2012. године. За руску репрезентацију је наступао од 2008. до 2018. године.